# Nelson-Mandela-Park (Bremen)
Der Nelson-Mandela-Park ist ein öffentlicher Park im Bremer Stadtteil Schwachhausen. Die Grünanlage trägt zu Ehren Nelson Mandelas seit 2014 diesen Namen.

## Lage
Der Nelson-Mandela-Park wird durch eine nördlich anschließende öffentliche Grünfläche mit einem abknickenden Teilstück der Gustav-Deetjen-Allee und die Hollerallee vom Bürgerpark abgegrenzt und grenzt an die Bürgerweide. Die Parkanlage liegt zwischen der Gustav-Deetjen-Allee und der Blumenthalstraße; sie wird im Süden von der Hohenlohestraße begrenzt und im Norden von der Verlängerung der Parkstraße.

## Geschichte
Das Gelände war Teil der Bremer Bürgerweide, die seit um 1030 – und 1159 im Bremer Weidebrief bestätigt – als allgemeine (Allmende) Weidefläche diente. Die Parkanlage entstand ab 1866 im Zusammenhang mit der Errichtung des Bürgerparks und stellt das Verbindungsteil vom Stadtzentrum zum eigentlichen Park dar. Die Grünfläche hatte ursprünglich keinen Namen und wurde umgangssprachlich als Hohenlohepark (nach der südlich angrenzenden Hohenlohestraße) oder Gustav-Deetjen-Anlage (nach der westlich angrenzenden Gustav-Deetjen-Allee) bezeichnet.
Verstreut über die Parkanlage und die nördlich angrenzende Grünfläche finden sich mehrere, thematisch zusammenhängende Denkmäler sowie einige Skulpturen aus dem Bremer Programm für „Kunst im öffentlichen Raum“. Dominierend ist der monumental wirkende, rund zehn Meter hohe „Elefant“ aus rotem Backstein, der das optische Zentrum der Parkanlage bildet. Das nahe der Hohenlohestraße befindliche Monument wurde Anfang der 1930er Jahre als (Reichs-)Kolonialehrenmal errichtet und Ende der 1980er Jahre zum Antikolonialdenkmal umgewidmet. In Nähe des Elefanten wurde Ende der 2000er Jahre ein Mahnmal für die Opfer des Völkermordes an den Herero und Nama in Namibia eingeweiht.
Kurz nach dem Tod Nelson Mandelas am 5. Dezember 2013, wurde eine Petition durch ein Ehepaar eingereicht, den vorher namenlosen Park in Nelson-Mandela-Park zu Ehren Mandelas zu benennen. Die Petition fand rund 120 Mitunterzeichnende und wurde durch die Senatskanzlei befürwortet. Im März 2014 stimmte der Beirat Schwachhausens einstimmig für die Annahme des Vorschlages. Am 18. Juli 2014, Mandelas 96. Geburtstag, wurde der Park offiziell mit einer Feier eingeweiht.
Seit Mitte der 1980er Jahre fanden im Park wiederholt öffentliche Gedenkveranstaltungen und Feiern statt und der Bremer Nelson-Mandela-Park gilt inzwischen (2020) als „Ort, der sich Afrika widmet“.
Im Mai 2019 wurde in der Parkanlage, in der Nähe des Elefanten, der erste von fünf geplanten städtischen Trinkwasserbrunnen in Bremen eröffnet. Vor allem sollen dadurch Obdachlose, die sich häufiger in dem nahe dem Bremer Hauptbahnhof gelegenen Park aufhalten, freien Zugang zu Trinkwasser erhalten. Die Trinkwasserzapfstelle ergänzt die beiden seit 2015 bestehenden Trinkwasserstellen in der Propstgemeinde St. Johann im Schnoor und an der Liebfrauenkirche, die von den jeweiligen Kirchengemeinden betrieben werden.

## Denkmäler und Skulpturen

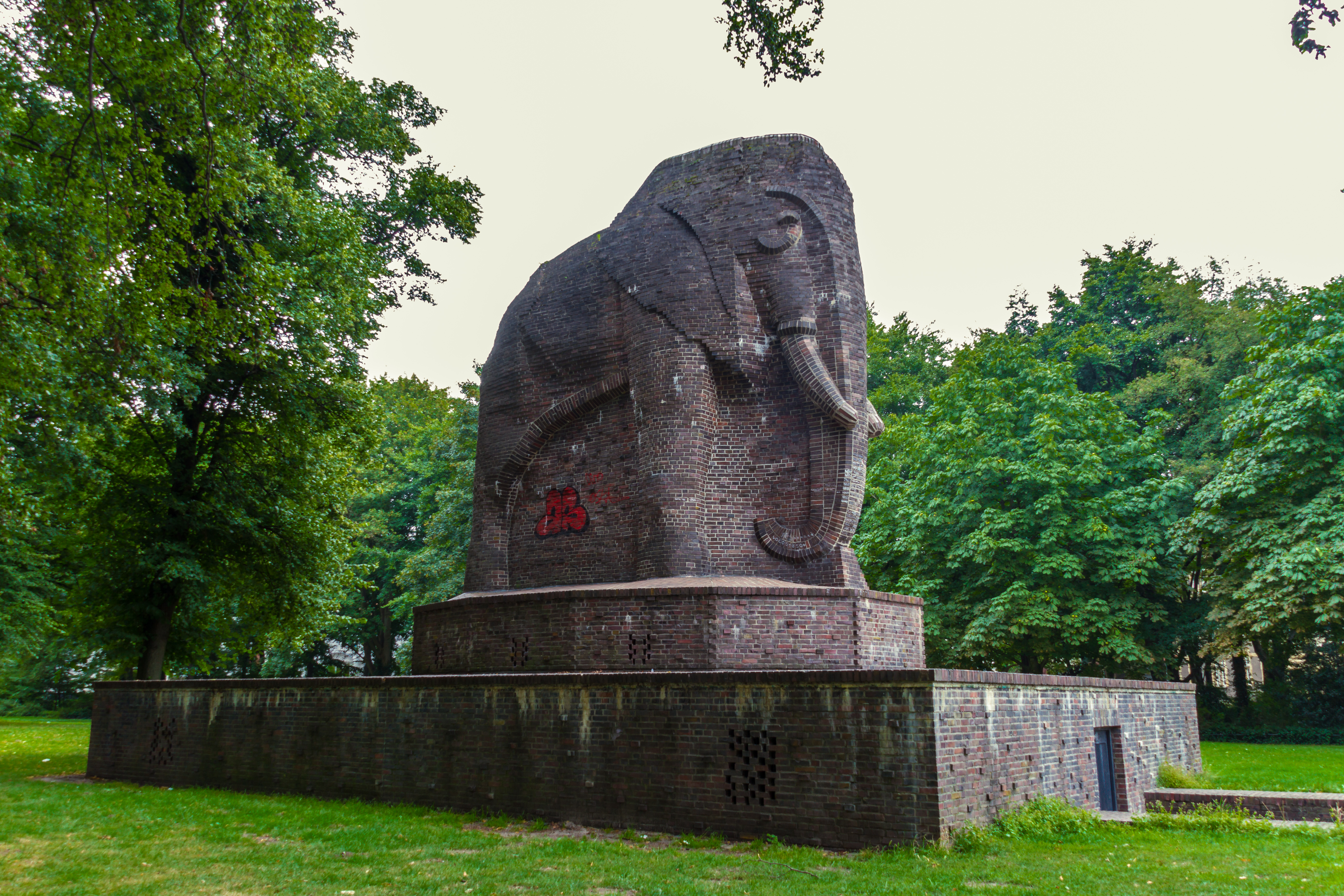
Antikolonialdenkmal, 1931/32 als Reichskolonialehrenmal errichtet und 1989 umgewidmet

- Antikolonialdenkmal: Das ursprünglich so benannte Reichskolonialehrenmal wurde 1931/32 nach einem Entwurf des Münchener Bildhauers Fritz Behn durch den Architekten Otto Blendermann errichtet. Nach dem Zweiten Weltkrieg wurde das Denkmal als Deutsches Kolonialehrenmal benannt. Im Zuge des veränderten gesellschaftlichen und politischen Umgangs mit dem „Erbe des Kolonialismus“ wurde das Denkmal 1989 umgewidmet und wird seither als Antikolonialdenkmal bezeichnet.[2][4] Das insgesamt rund 10 m hohe Monument wurde aus dunkelrotem Oldenburger Klinker gemauert. Es besteht aus einer figürlichen Darstellung eines afrikanischen Elefanten in den Abmessungen 7 m × 3 m × 15 m, die in ein zwölfeckiges Sockelstück übergeht und auf einer weiteren Sockelstufe ruht. Im Sockel ist eine Krypta eingebaut.[8] An dem Sockel und in der Nähe des Denkmals befinden sich inzwischen (2020) mehrere Gedenk- und erläuternde Texttafeln.

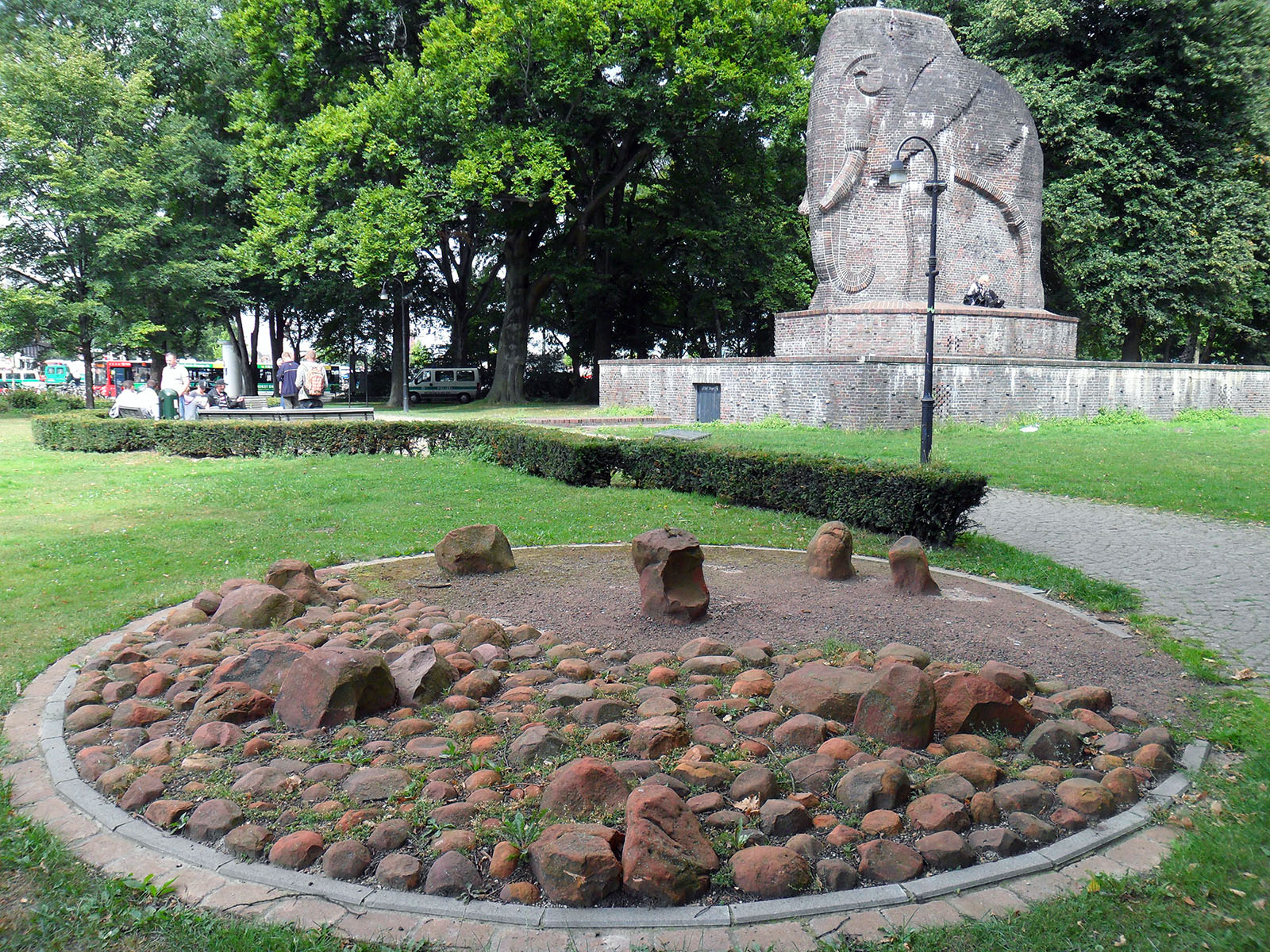
Mahnmal Okamahari von 2009, im Hintergrund das Antikolonialdenkmal

- Mahnmal Ohamakari – Mahnmal für die Opfer des Völkermords in Namibia: Das Mahnmal wurde 2009 in der Nähe des Antikolonialdenkmals errichtet. Es erinnert an die Opfer des Völkermords von 1904 bis 1908 in der Kolonie Deutsch-Südwestafrika, dem heutigen Namibia. Der Kommandeur der deutschen Schutztruppe, Generalleutnant Lothar von Trotha, hatte nach der Schlacht am Waterberg 1904 einen Vernichtungsfeldzug gegen die Herero (Ovaherero/Ovambanderu), Nama und Damara geführt, bei dem mehr als 80.000 Menschen ermordet wurden. Das Mahnmal besteht aus mehr als 350 roten Sandsteinen mittlerer Größe und vier größeren Felsbrocken länglicher Form, die jeweils vom südwestafrikanischen Waterberg stammen und auf einem Rondell mit einem Durchmesser von 5,5–6,0 m aus Kiesbeton ausgebreitet und verankert sind. Am Rand des Rondells befindet sich eine in die Umpflasterung eingelassene Erinnerungstafel. Zudem informiert eine Texttafel über das Mahnmal und dessen Hintergrund.[4][9]

- Be-Hauptungen: Das 3-teilige Skulpturenensemble wurde 1974 von dem Syker Bildhauer und Grafiker Louis Niebuhr geschaffen und entstand ursprünglich im Rahmen der ersten öffentlichen Bremer Bildhaueraktion auf dem Präsident-Kennedy-Platz in Bremen-Mitte. Bis 2003 stand es vor dem, an den Präsident-Kennedy-Platz angrenzenden Bremer Staatsarchiv. Es wurde im Rahmen der Verrückungs-Aktion Moving the City an seinen jetzigen Standort im Nelson-Mandela-Park versetzt. Die drei Skulpturen bestehen aus Bronze, die jeweils auf einen Sockel aus Beton aufgesetzt sind. Sie sind je 2,5 m hoch. Das Skulpturenensemble wird beim Programm k: kunst im öffentlichen raum bremen u. a. wie folgt beschrieben: „Drei Schädel lagern nebeneinander auf je drei Sockeln. Ihre Formen sind überzeichnet. Die kahlen „Be-Hauptungen“ sind den Insignien der Schönheit und des Ansehen entgegengestellt, wie sie sich in der Haarpracht, den Hüten und Kopfbedeckungen äußern.“[10]

- Puppenruhe MCMLXXXV–MMXV: Die Skulptur wurde 1984 ebenfalls von Louis Niebuhr geschaffen und entstand während eines Bildhauer-Symposiums in Bremen-Vegesack. Von 1985 bis 2003 stand es in der Fußgängerzone Vegesack. Sie wurde ebenfalls im Rahmen der Verrückungs-Aktion Moving the City an ihren jetzigen Standort im Nelson-Mandela-Park versetzt. Die liegende Skulptur besteht aus Marmor und ist auf einem niedrigen Sockel aus Beton gelagert. Ihre Abmessungen betragen 0,8 m × 2,8 m × 0,7 m. Die Skulptur wird beim Programm k: kunst im öffentlichen raum bremen u. a. wie folgt beschrieben: „Der Marmorstein lagert schwebend auf seinem Sockel. Eine horizontal und eine senkrecht verlaufende Fuge gliedern die in der Gesamtansicht geschlossene langgestreckte Figur. So kann der Betrachter z. B. eine Larve, ein schwangeres Wesen oder einen Sarkophag in ihr sehen. Leben, Verwandlung und Tod vereinen sich assoziativ. Die metaphorische Gestalt des Steines wird durch Schnitte, die Kreissegmenten folgen, geteilt. Die Einheit als Marmorblock als Naturgegenstand wird damit gebrochen. Die Plastik wird zum Symbol der Zukunftsungewissheit, zum Zeichen der Zerstörung von Natur oder ihrer sinnvollen Beherrschung.“[11]

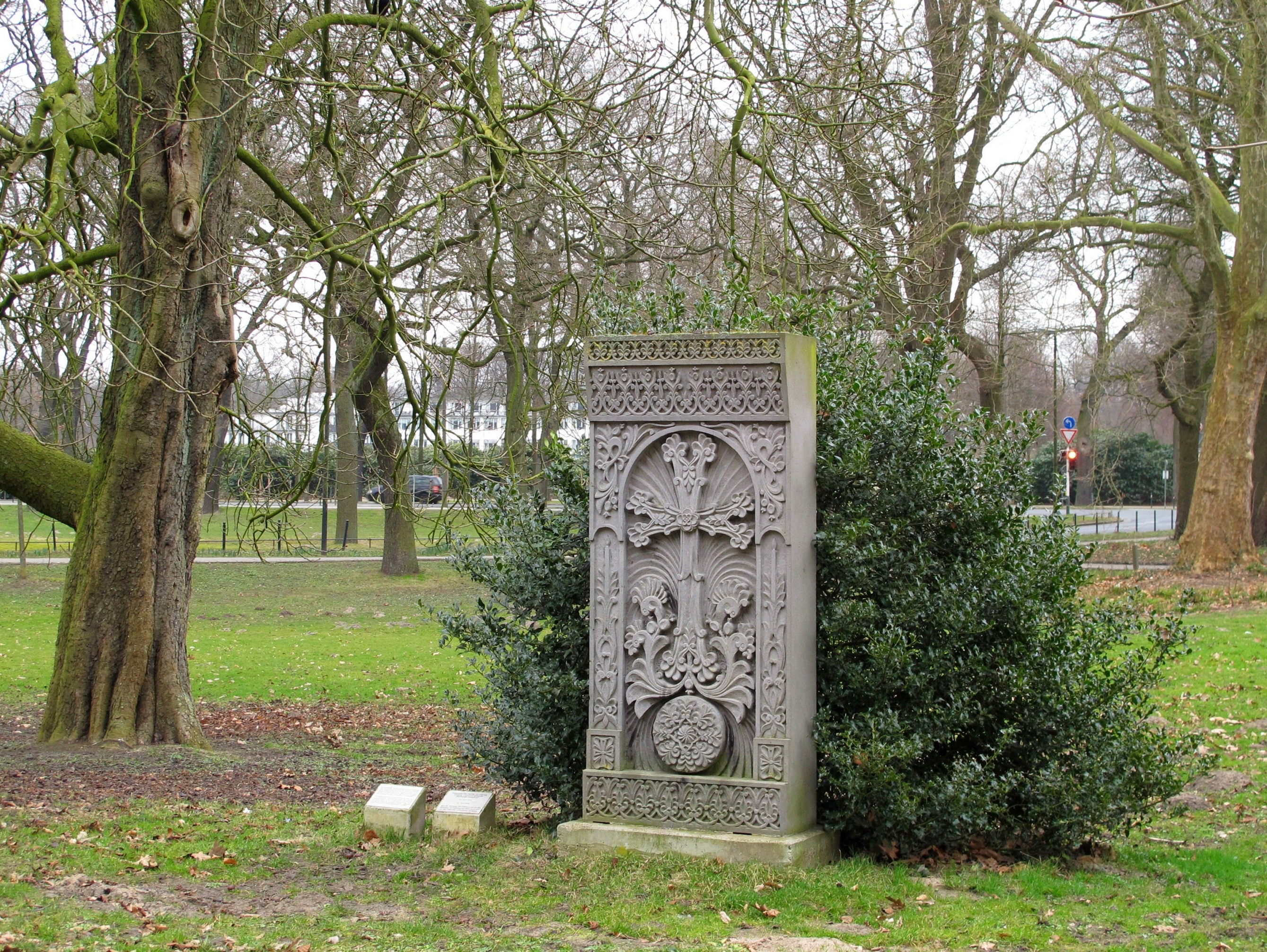
Khatchkar mit den beiden Texttafeln, 2005 aufgestellt

- Khatchkar: 2005 wurde in der nördlich angrenzenden Grünfläche – unmittelbar neben der Verlängerung der Parkstraße und damit direkt neben der Parkanlage gelegen[1] – ein Khatchkar, ein armenischer Gedächtnisstein, aufgestellt. Der „Kreuzstein“ ist etwa 2 Meter hoch und auf der Schauseite mit einem Flachrelief verziert. Der kunstvoll behauene Stein zeigt in der Tradition der Armenischen Kirche ein Reliefkreuz in der Mitte, das von geometrischen und pflanzlichen Motiven umgeben ist. Links neben dem Khatchkar befinden sich zwei Texttafeln: Die linke Tafel enthält eine allgemeine Beschreibung der Khatchkarkunst, während die rechte, dichter am Gedächtnisstein stehende Gedenktafel in armenischer Sprache und auf Deutsch folgende Inschrift trägt:[12]

| Հայկան Մեծ Եղեռնի 90֊ամեակի առիթով, 1․500․000 զոհերուն յիշատակին նուիրուած 24. April 1915 – 24. April 2005 Zum 90. Jahrestag des Völkermordes an den Armeniern im Osmanischen Reich gedenken wir der 1 500 000 ermordeten Armenier |